# 内閣官房長官公邸
内閣官房長官公邸（ないかくかんぼうちょうかんこうてい）は、日本の内閣官房長官の公邸。

## 概要

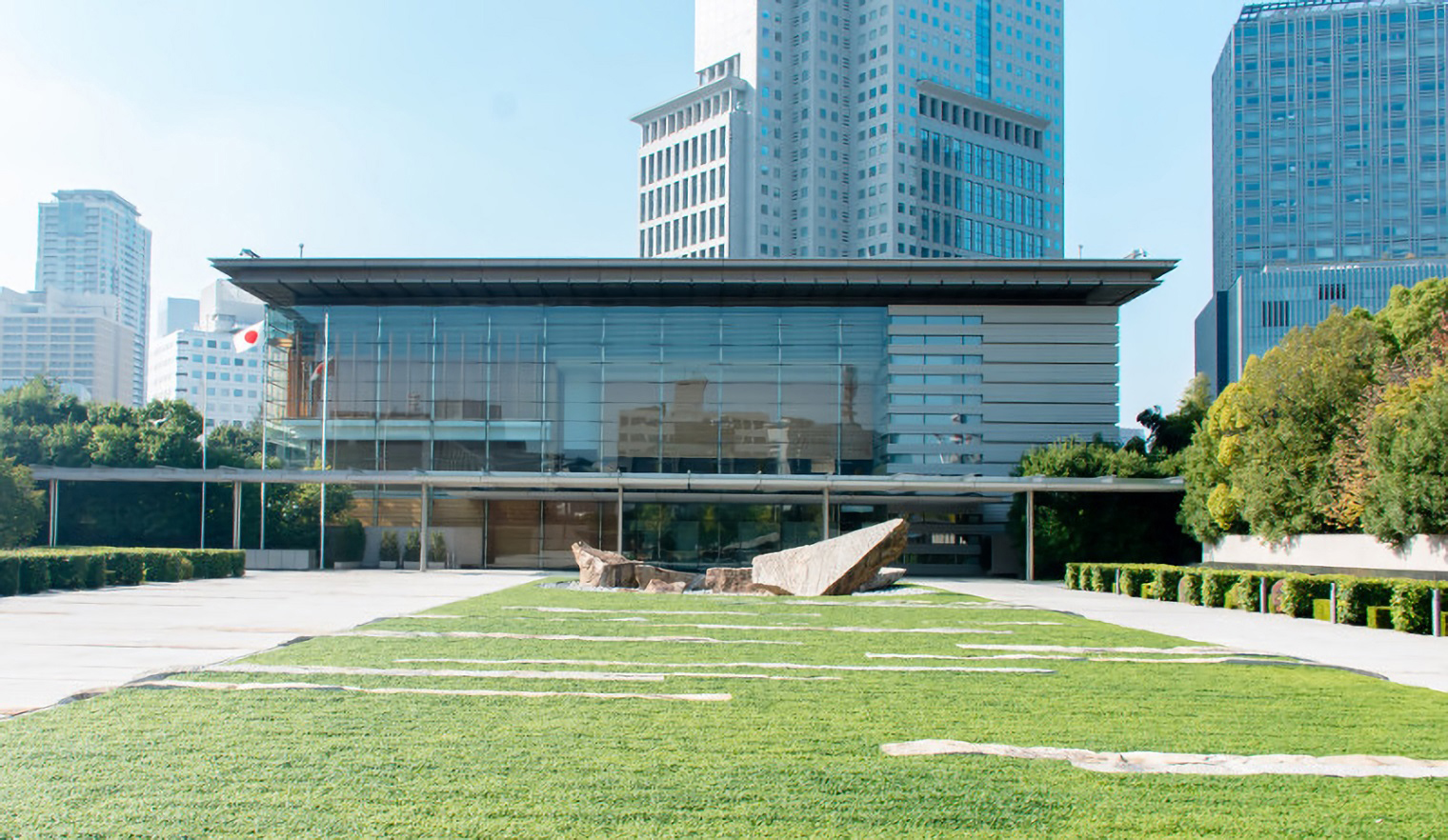
内閣官房長官公邸が所在する内閣総理大臣官邸

東京都千代田区永田町二丁目3番1号に所在地がある内閣総理大臣官邸の敷地内にある。
内閣総理大臣官邸の北西側の一角に位置し、鉄筋コンクリート三階建てで浴室や台所などの生活空間のほか会議室や応接室を備えており、和風を取り入れた上品な造りになっている。内閣総理大臣官邸の地下の危機管理センターには4、5分で到着可能。
2002年4月に開設されたが入居した内閣官房長官はいない。ただし、危機管理対応において内閣官房長官が臨時宿泊をしたことはある（例として、2006年6月の北朝鮮によるミサイル発射実験における安倍晋三、2008年6月の岩手・宮城内陸地震における町村信孝、2011年3月の東日本大震災における枝野幸男）。また内閣官房長官によっては密談に使っている例もあり、2007年から2008年まで内閣官房長官を務めた町村信孝によると普天間基地移設問題について仲井真弘多沖縄県知事と数回にわたり会談した他、与野党幹部とも秘密裏に会っていたという。
内閣総理大臣公邸の建て替えに伴って当時の内閣総理大臣であった小泉純一郎が内閣総理大臣公邸から一時的に引っ越す際の2002年から2005年までの仮住まいの候補地として内閣官房長官公邸があったが、手狭なことや機能や危機管理の点から難しいと判断されて採用されなかった（首相の仮住まいには内閣法制局長官公邸が採用された）。